# Augustin Verot
Augustin Verot PSS (* 23. Mai 1805 in Le Puy-en-Velay, Frankreich; † 10. Juni 1876 in St. Augustine, Florida, USA) war ein französischer Ordensgeistlicher und römisch-katholischer Bischof von Saint Augustine.

## Leben
Augustin Verot, über dessen genaues Geburtsdatum es abweichende Angaben gibt, trat in den Orden der Sulpizianer ein und empfing am 20. September 1828 das Sakrament der Priesterweihe.
Am 11. Dezember 1857 ernannte ihn Papst Pius IX. zum Apostolischen Vikar von Florida und zum Titularbischof von Danaba. Der Erzbischof von Baltimore, Francis Patrick Kenrick, spendete ihm am 25. April desselben Jahres die Bischofsweihe; Mitkonsekratoren waren der Bischof von Richmond, John McGill, und der Bischof von Savannah, John Barry. Die Amtseinführung erfolgte am 3. Juni 1858.
Am 23. Juli 1861 wurde Verot zusätzlich zum Bischof von Savannah ernannt. Während des Amerikanischen Bürgerkriegs wurde er durch sein Eintreten für die Beibehaltung der Sklaverei bekannt, wobei er allerdings deutlich für die Humanisierung der Sklaverei und die Rechte freigelassener Sklaven eintrat. Dennoch wurde er in den Nordstaaten als rebellischer Bischof (rebel bishop) bezeichnet.
Mit der Erhebung des Apostolischen Vikariats zum Bistum Saint Augustine am 11. März 1870 wurde Verot dessen erster Bischof. Gleichzeitig wurde er von der Leitung des Bistums Savannah entbunden.
Am Ersten Vatikanischen Konzil nahm er als Konzilsvater teil und trat für die Rechte der Afroamerikaner und ökumenische Zusammenarbeit ein.